# پارتیزان‌ها و تیراندازهای فرانسه
پارتیزان‌ها و تیراندازهای فرانسه (فرانسوی: Francs-tireurs et partisans français (FTPF)‎) سازمان مقاومتی مسلحانه بود که در سال‌های جنگ جهانی دوم (۱۹۳۹–۴۵) به رهبری حزب کمونیست فرانسه تشکیل شد. حزب کمونیست در ابتدا بی‌طرف بود چرا که جنگ جهانی دوم را جنگی میان کشورهای سرمایه‌داری می‌دید ولی بعد از اینکه آلمان‌ها در ژوئن ۱۹۴۱ به اتحاد جماهیر شوروی تهاجم کردند سیاستش را تغییر داد و مقاومت مسلحانه علیه آلمان‌ها را انتخاب کرد. این سازمان مقاومت توسط سه گروه تشکیل شد، اعضای حزب کمونیست، کمونیست‌های جوان و کارگران خارجی. در ابتدای سال ۱۹۴۲ این سه گروه با هم ادغام شدند و سازمان اف ت پ FTP به عنوان مؤثرترین و سازمانیافته‌ترین گروه مقاومت فرانسه که عملیات تهاجمی و ترور علیه آلمان‌ها را انجام می‌داد تشکیل شد. در مارس ۱۹۴۴ قبل از بازگشت متفقین به نرماندی، اف ت پ در نظر با گروه‌های مقاومت همسو بود ولی در عمل تا پایان جنگ مستقل بود.

## پیشینه
در ۲۲ ژوئن ۱۹۴۱ آلمان در عملیاتی با نام بارباروسا به اتحاد جماهیر شوروی حمله کرد. با این رویداد سیاست حزب کمونیست فرانسه (PCF) از سیاستی بی طرفانه به حمایت از مبارزه مسلحانه علیه آلمان‌های نازی تغییر یافت. در ژوئن ۱۹۴۱جبهه ملی فرانسه در شمال این کشور مقاومت فرانسه را پایه‌گذاری کرد. جبهه ملی فرانسه هیچ رابطه‌ای با حزب کمونیست فرانسه نداشت و قدرتش کمتر از حزب کمونیست بود. در ابتدا اهداف این دو جریان اساساً سیاسی بود.
شارل تیون به عنوان مسئول پیشبرد مبارزه مسلحانه علیه آلمان‌های نازی انتخاب شد. در دوم اوت ۱۹۴۱ آلبر کوزوله فرماندهی گردان رزمنده جوانان، گروه‌های رزمنده‌ای که توسط جوانان کمونیست تأسیس شده بود را بعهده گرفت. پس از مدتی آرتور دالیده او را به اوژن اناف که تحت فرمان شارل تیلون و یکی از مسئولان مبارزه مسلحانه جنبش بود معرفی کرد. در اکتبر ۱۹۴۱ حزب کمونیست فرانسه تصمیم گرفت تا گروه‌های مسلحش را در تشکل جدیدی بنام سازمان ویژه سازماندهی کند. اناف به عنوان یکی از فرماندهان سازمان ویژه منصوب شد. او مسؤلیت هماهنگی میان گروه‌های مسلح را بعهده گرفت؛ و در عین حال عضو کمیته نظامی ملی (Comité militaire national) شد. این کمیته بعداً به پارتیزان‌ها و تیراندازهای فرانسه (FTPF) تبدیل شد.

## شکل‌گیری
به جای محدود کردن عمل مسلحانه به کمونیست‌ها، تصمیم گرفته شد تا یک سازمان غیر کمونیست یعنی سازمان تیراندازان و پارتیزانهای فرانسه یا «اف ت پ» نیز تشکیل شود. اف ت پ سازمان رزمی بود که غیر کمونیست‌ها می‌توانستند واردش شوند ولی تحت فرماندهی کمونیست‌ها بود. در فوریه ۱۹۴۲ روزنامه اومانیته ویژه نامه‌ای منتشر کرد که در آن به وجود پارتیزان و تیراندازان فرانسه اشاره شده بود. از مردم نیز خواسته شده بود که به این رزمندگان کمک کنند. در ویژه نامه دیگری که در مارس ۱۹۴۲ منتشر شد مردم به تشکیل چنین گروه‌ها برای جنگ چریکی و کمک به مردم برای دفاع از خود در مقابل نازی‌ها ترغیب شده بودند.

## سازمان رزم

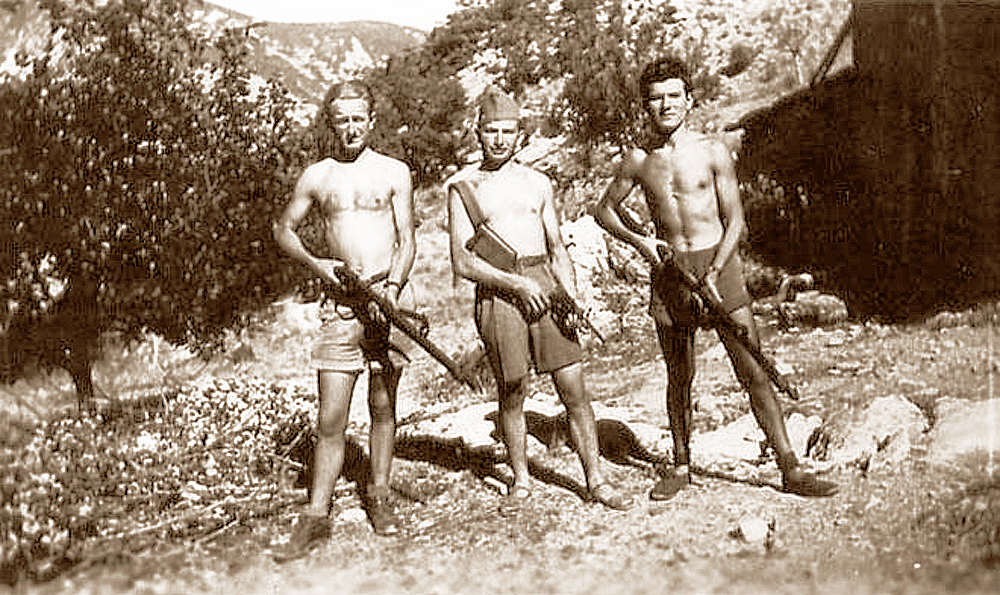
مبارزان FTP در اردوگاه روشه-سن-راز-Béconne مه ۱۹۴۳

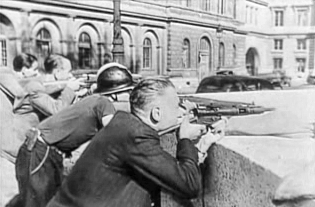
فرانسه، شلیک اعضای مقاومت طی یک زد و خورد در طول نبرد برای پاریس

اف ت پ سه گروه کمونیست را با هم متحد کرد. گردان جوانان، سازمان ویژه و کارگران خارجی. فرماندهی کل کمیته ملی اف ت پ در اختیار شارل تیلون بود. اوژن اناف کمیسر سیاسی این نیرو بود و تا ماه مه ۱۹۴۳ و زمانی که رنه کامفن جایگزین او شد در همین منصب باقی ماند. آلبر کوزوله مسئول عملیات، جورج به‌یه (Georges Beyer) مسئول تسلیحات و نیرو شدند. مارسل برنان یک سروان احتیاط فرماندهی پرسنلی را بعهده گرفت. او جزواتی را در خصوص تاکتیک و تسلیحات نوشت ولی نقش اصلی او هماهنگی و ارتباط میان اف ت پ و گروه‌های مقاومت طرفدار مارشال دوگل بود.
قدرت کمونیست‌ها تا پایان سال ۱۹۴۱ نسبتاً کم بود ولی با رشد سریع اف ت پ کمونیست‌های فرانسه به عنوان یک گروه مؤثر ضد فاشیست اعلام وجود کردند. آرتور دالیده مسؤلیت حفاظت از اف ت پ را بعهده گرفت. او در حالیکه در شبانگاه ۲۸ فوریه ۱۹۴۲ با زنی در یک کافه در نزدیکی مترو رویی صحبت می‌کرد شناسایی و دستگیر شد. پس از دستگیری به زندان له سانته منتقل شد. اگرچه او نام بسیاری از رزمندگان و مسئولان جنبش مقاومت فرانسه را می‌دانست شکنجه گران بسختی او را شکنجه کردند ولی هیچ اطلاعاتی را نتوانستند از او به‌دست بیاورند.
در نوامبر۱۹۴۳ ژوزف اپستن مسئول پرسنلی اف ت پ دستگیر شد و به‌شدت شکنجه شد وی مقاومت کرد و هیچ اطلاعاتی را در اختیار آلمان‌ها نگذاشت. به‌دنبال این دستگیری تهاجم سنگینی به افراد اف ت پ در پاریس شد و شبکه پاریس ضربه شدیدی خورد. از پایان سال ۱۹۴۳ جبهه ملی دست بکار شد تا قیامی سراسری را برای حمایت از فرود متفقین در اروپا راه اندازی کند.
در سال ۱۹۴۴ اف ت پ نیرویی نزدیک به ۱۰۰ هزار نفر را در اختیار داشت. در مارس ۱۹۴۴ ژنرال دوگل نیروهای داخله فرانسه را تحت فرمان ژنرال ماری پی یر کونیگ قرار داد ولی اف ت پ استقلال دوگانه اش را همچنان حفظ کرد. در نبرد متفقین در نرماندی نیروهای اف ت پ در مرکز و جنوب غرب فرانسه علیه آلمان‌ها دست به عملیات تأخیری زدند. از ژوئن تا اوت ۱۹۴۴ کوزوله عملیات نظامی اف ت پ را در پاریس هماهنگ کرد. کوزوله و سرهنگ هانری رول تانگی که فرماندهی جنبش مقاومت فرانسه را بعهده داشت قیام پاریس را طراحی کرد. این قیام در آزادسازی پاریس در اوت ۱۹۴۴ نقشی حیاتی ایفا کرد.
در ۲۸ اوت ۱۹۴۴ ژنرال شارل دوگل کوزوله را به عنوان مسئول اف ت پ و اف اف ای منصوب کرد. در زمستان ۱۹۴۴ کوزوله افراد اف ت پ را در ارتش رسمی فرانسه ادغام کرد. در اکتبر ۱۹۴۴ شبه نظامیان کمونیست تحلیل رفتند و اف ت پ نیز در ارتش ژنرال دولا تر ادغام شد.